# Yoshin-ryu
Yoshin-ryu (em japonês:  楊心流, Yōshinryū, Escola do jovem coração/espírito do salgueiro) é um provecto estilo (koryu) de arte marcial. A mais vetusta escola foi fundada por Yoshitoki Akiyama, da qual outras derivaram, mas não é um nome incomum e foi adoptado por outras escolas. Por ocasião da Restauração Meiji, tornou-se a linhagem mais influente de jiu-jítsu tradicional, sendo praticada noutros continentes. Suas origens remontam ao século XVI e é dito que seu fundador estudou técnicas chinesas dos pontos de pressão e, a partir daí, com base em seus conhecimentos médicos e marciais, compilou o currículo da escola.

## História
Yoshitoki Akiyama dirigiu-se até a cidade chinesa de Tianjin, para estudar a medicina local. Nos idos de 1530, teve contacto com métodos de luta que utilizavam os conhecimentos dos meridianos do corpo e dos pontos de pressão. Os conhecimentos foram transmitidos por um monge taoista, que lhe ensinou 28 pontos para uso terapêutico (hasei-ho, kappo) e bem assim o emprego dos mesmos com escopo marcial.
Retornado ao Japão, Akiyama passa a ensinar suas técnicas de lutas num estilo chamado shuhaku jutsu (手拓術), que era, todavia, muito rústico e agressivo, levando aos eventuais alunos a se afastarem. Isolando-se para um período de meditação num mosteiro, sobreveio o inverno. Conta-se que, depois de uma nevasca, somente um salgueiro quedou-se inteiro. Parece ter tido uma epifania: quando todas as outras árvores sucumbiram a despeito de sua rigidez, o salgueiro prevaleceu porque flexível.